# Idjoem
De Idjoem (Russisch: Идюм) is een 317-kilometer lange rechterzijrivier van de Algama in het stroomgebied van de Lena, gelegen op de grens van de Russische kraj Chabarovsk en de autonome republiek Jakoetië, in Oost-Siberië.
De Algama ontspringt in de Tokinski Stanovik in het oostelijk deel van het Stanovojgebergte en stroomt langs het noordelijk deel van dit gebergte. In de rivier bevinden zich een aantal stroomversnellingen. De belangrijkste zijrivieren zijn de Chodoerkan (96 km) en de Moelam (104 km) aan linkerzijde en de Djoss (75 km) aan rechterzijde. In het stroomgebied van de rivier bevinden zich ongeveer 100 meren (volgens de Grote Sovjetencyclopedie 1000). De rivier wordt vooral gevoed door sneeuw en regen en is bevroren van eind oktober, begin november tot de eerste helft van mei.